# Orion (DC Comics)
Orion, a volte tradotto anche Orione, è un personaggio dei fumetti dell'universo DC, creato da Jack Kirby sulle pagine di New Gods n. 1 del febbraio-marzo 1971.

## Biografia
Orion è il figlio di Darkseid, signore di Apokopolis e sua moglie Tigra. Mandato a crescere sul pianeta Nuova Genesi come trattato di pace, Orion verrà cresciuto da Altopadre, il signore di Nuova Genesi, che lo educherà ai principi di pace del pianeta. Durante la sua permanenza su Nuova Genesi, Orion stringerà anche amicizia con il Nuovo Dio Raggio di Luce, che diventerà in poco tempo il suo confidente ed assistente, e con il figlio biologico di Altopadre, Mister Miracle. La guerra contro Darkseid porterà Orion sulla Terra, dove stringerà amicizia con un gruppo di umani, che Orion difenderà da varie minacce di Apokolips, fra cui Kalibak, il primo figlio di Darkseid, e fratellastro di Orion stesso. Dopo aver respinto le forze del male di Darkseid, Orion tornerà poi su Nuova Genesi.
Orion deciderà di sferrare l'attacco finale al padre, compiendo la profezia che lo vedeva come colui che avrebbe ucciso Darkseid, ed infiltrandosi su Apokolips. Qui incontrerà Bekka, una giovane donna, che si innamorerà di lui arriverà anche a sposarlo. Orion ucciderà il padre, diventando il signore di Apokolips con il nome di Orion il Rosso, solo per scoprire che il padre non era davvero morto e aveva messo in scena tutto per vedere come il figlio avrebbe gestito il potere. Quando l'antico dio Mageddon tornerà sulla Terra per distruggerla, Orion rientrerà nei ranghi della Lega della Giustizia per aiutare gli eroi a salvare il pianeta. Dopo anni di lotte, Darkseid otterrà il potere dell'Antivita, mentre la Fonte decideva di uccidere tutti i Nuovi Dei per reiniziare da capo. Orion riuscirà ad uccidere il padre, ma morirà anche lui ucciso da un proiettile di radion, unica sostanza mortale per i Nuovi Dei.

## Poteri e abilità
L'enorme potenziale di Orion deriva dalla sua natura di Apokolips, infatti dispone di forza e resistenza, sovrumani, una totale immunità a qualunque tipo di malattia e la capacità di sopravvivere senza dover soddisfare i normali bisogni fisiologici di un essere umano, come respirare, nutrirsi e dormire.
La forza sovrumana di Orion, è pari a quella di Superman, di Wonder Woman o di Martian Manhunter: Orion è in grado di lanciare in aria automobili con una mano sola, far tremare il terreno colpendolo ripetutamente e abbattere pareti senza sforzo.
Possiede l'Astro-Forza, una connessione diretta con la Fonte, che gli dà il potere di creare un esoscheletro che gli permette di volare a velocità supersoniche, e di lanciare potentissimi raggi di energia. L'esocheletro è parte di Orion, e può ricrearlo anche dal nulla.
Come tutti i Nuovi Dei Orion possiede una Scatola Madre, che lo aiuta a tenere sotto controllo le sue emozioni e maschera il suo vero aspetto bestiale.
Orion inoltre, è dotato di una pelle virtualmente impenetrabile, in grado di resistere a colpi di esplosione planetaria ed è estremamente abile nel combattimento corpo a corpo. Come tutti i Nuovi Dei, sulla Terra le sue dimensioni sono ristrette dal bomdotto: nella sua vera forma è in grado di tenere i pianeti in mano come se fossero granelli.

## Storia editoriale
Orion è uno dei personaggi principali delle serie legate al Quarto Mondo creato da Jack Kirby nel 1971, ed è apparso in alcune versioni della Justice League of America. Ha avuto inoltre una serie regolare omonima durata 25 numeri da giugno 2000 a giugno 2002.

## Altre versioni
Nell'universo Amalgam, Orion si fonde con Thor dando vita a Thorion Dei Nuovi Asgodei (Fusione dei Nuovi Dei con gli Asgardiani).

## Altri media
Orion appare nelle seguenti serie animate:
- Le avventure di Superman, negli episodi Apokolips...Now!, doppiato da Steve Sandor.
- Justice League, negli episodi Twilight, e Justice League Unlimited, nell'episodio Flash and Substance, sempre doppiato da Ron Perlman.